# Syngonanthus plumosus
Syngonanthus plumosus är en gräsväxtart som beskrevs av Silveira. Syngonanthus plumosus ingår i släktet Syngonanthus och familjen Eriocaulaceae. Inga underarter finns listade i Catalogue of Life.